# Wienerschnitzel
A Wienerschnitzel é uma cadeia americana de fast food especializada em cachorros-quentes e outros produtos alimentares. A marca foi fundada em 1961 pelo antigo funcionário da Taco Bell, John Galardi, e chamava-se originalmente Der Wienerschnitzel. Apesar do nome, a empresa não vende habitualmente Wiener schnitzel, fazendo-o uma vez como promoção. As lojas Wienerschnitzel encontram-se predominantemente na Califórnia e no Texas; outras encontram-se no Arizona, Arkansas, Colorado, Illinois, Luisiana, Novo México, Nevada, Utah e Washington, também no território americano de Guam. Fora dos Estados Unidos da América, existem lojas localizadas no Equador.
A cadeia é mais notável pelos telhados em A dos seus restaurantes mais antigos, semelhantes às estruturas originais utilizadas pelo IHOP, Tastee-Freez, Nickerson Farms e Whataburger. A mascote publicitária da cadeia é um cachorro-quente antropomorfizado conhecido como The Delicious One.
A Wienerschnitzel patrocina o Wiener Nationals, o campeonato nacional de facto de corridas de dachshunds nos Estados Unidos.

## Etimologia
A palavra Wienerschnitzel é de origem alemã, que se escrevia como uma só palavra antes da reforma ortográfica de 1996. O nome do restaurante é uma combinação de Wiener e Schnitzel, que significam "vienense" e "costeleta", respetivamente.
Em inglês americano, wiener é um nome coloquial para um cachorro-quente, que às vezes é chamado Wiener Würstchen ("pequena salsicha vienense") em alemão. A frase específica Wiener Schnitzel denota uma "costeleta de vitela panada vienense", algo que a cadeia de restaurantes serviu brevemente como um item de menu limitado em 2017.
A cadeia abandonou o "Der" do seu nome para Wienerschnitzel em 1977, embora muitos franchisados tenham mantido o nome mais antigo nos seus restaurantes. O restaurante prestou homenagem ao seu nome original no seu slogan de marketing de 2009, utilizando a palavra "DERlicious".

## História
A Wienerschnitzel foi fundada por John Galardi, que abriu o primeiro restaurante em Los Angeles em 1961. Anteriormente, tinha trabalhado para Glen Bell, o fundador do Taco Bell. Foi encarregado de um dos restaurantes do Taco Bell, então chamado Taco Tia, e juntou US$ 6.000 em poupanças. Glen Bell pediu o dinheiro emprestado, mas não conseguiu pagá-lo, pelo que ofereceu o restaurante que Galardi geria por US$ 12.000. Galardi queria criar o seu próprio negócio. Um empresário ofereceu-se para o ajudar a construir um restaurante em Wilmington, Los Angeles. Como ficava ao lado de um Taco Bell, o requisito era vender algo para além de tacos e a ideia recaiu sobre as salsichas. A sua mulher teve a ideia do nome Wienerschnitzel enquanto folheava um livro de receitas.
Em 1962, abriu um restaurante drive-in. Em 1973, a gama foi alargada para incluir hambúrgueres. A Wienerschnitzel registou um enorme crescimento nos primeiros dez anos e o número de restaurantes atingiu o seu pico em 1975, com 450. Atualmente, existem 350. No sul da Califórnia, a procura foi elevada durante um período com uma grande proporção de população jovem, à medida que a geração dos "Baby Boomers" crescia. A maioria dos restaurantes é propriedade de franchisados. O cachorro-quente mais famoso é o chilli dog, mas também vendem hambúrgueres, corn dogs, batatas fritas e muito mais.
O logótipo atual foi criado pelo designer gráfico Saul Bass e começou a ser utilizado em 1978.
No final dos anos 80, Galardi converteu várias lojas em Denver, Colorado, e em outras cidades ocidentais em restaurantes Hamburger Stand. Os Wienerschnitzels vendem agora sorvetes Tastee-Freez, outra marca detida por Galardi.
Galardi morreu de câncer do pâncreas a 13 de abril de 2013. A sua ex-mulher, Cynthia Galardi-Culpepper, que anteriormente era uma sócia silenciosa, assumiu o papel de CEO e presidente após a sua morte. Ela foi a primeira e única mulher da corporação numa posição de gestão, aparecendo mais tarde na série de televisão Undercover Boss em 2016.
Em 2015, a empresa assinou um acordo de franquia com a International Food Concepts Inc. para planejar e abrir locais Wienerschnitzel no Panamá.

## Na cultura popular
A canção "Weinerschnitzel" dos Descendents, do seu lançamento de 1981, Fat EP, assume a forma de uma sátira em que o vocalista da banda, Milo Aukerman, pede uma refeição no restaurante.